# La Fiancée juive
La Fiancée juive, également Isaac et Rebecca ou Portrait d'un couple comme Isaac et Rebecca est une peinture à l'huile du peintre hollandais Rembrandt, réalisée vers 1665‒1669, exposée au Rijksmuseum Amsterdam, aux Pays-Bas depuis 1885. Ses dimensions sont de 121,5 × 166,5 cm.
La toile appartient à la municipalité d'Amsterdam et est prêtée au Rijksmuseum depuis 1885. Selon le Rijksmuseum, elle daterait d'environ 1665-vers 1669, la période tardive du peintre. Il s'agit d'une représentation tranquille d'un homme et d'une femme dans une étreinte étroite sur un fond diffus dont chaque détail est exclu. L'œuvre est considérée comme l'un des chefs-d'œuvre de Rembrandt. Vincent van Gogh a été tellement impressionné par La Fiancée juive lorsqu'il l'a vue avec un ami en 1885 qu'il a dit : « Maintenant, crois-moi, et je le pense sincèrement, que je donnerais dix ans de ma vie si je pouvais m'asseoir ici quinze jours pour cette peinture avec une croûte de pain sec pour nourriture. ». En octobre de cette année-là, il fait part de son émerveillement à son frère Théo dans une de ses lettres : « Quelle peinture intime, quelle peinture infiniment sympathique ».

## Sujet
Le tableau a pris son nom actuel au début du XIXe siècle, lorsqu'un collectionneur d'art d'Amsterdam a identifié le sujet comme celui d'un père juif offrant un collier à sa fille le jour de son mariage. Cette interprétation n'est plus acceptée et l'identité du couple est incertaine. L'ambiguïté est accentuée par l'absence de contexte anecdotique, ne laissant subsister que le thème central universel, celui d'un couple amoureux.
Cependant, le titre, La Fiancée juive, sous lequel le tableau est le plus connu, ne doit pas être pris trop à la lettre. Il n'est pas certain qu'elle soit juive. Le couple représenté est sujet à spéculation. Il est possible que Rembrandt ait peint l'œuvre pour un couple et qu'ils se soient eux-mêmes dépeints comme les personnages bibliques Isaac et Rebecca. Les portraits historiés ne sont pas rares à l'époque de Rembrandt ; Isaac et Rebecca apparaissent souvent sur des médailles présentées lors de fiançailles et de mariages. Ils figurent également dans des pamphlets hollandais imprimés à l'occasion des fêtes de mariages.
Les suggestions spéculatives quant à l'identité du couple suggèrent le fils de Rembrandt, Titus et Magdalena van Loo qu'il a épousée en 1668. En 1929, Jac. Zwarts le dépeint comme le poète juif d'Amsterdam Miguel de Barrios et de sa femme Abigaël de Pina, qui se sont mariés en 1662. Maarten Wurfbain suggère qu'il pourrait s'agir de Bartholomeus Vaillant, qui a épousé Elisabeth van Swanenburg en 1668 et qui sont les ancêtres de Christiaan Everhard Vaillant, le plus ancien propriétaire connu présumé de l'œuvre. Sont également envisagés plusieurs couples de l'Ancien Testament, dont Abraham et Sarah, Boaz et Ruth, ou encore Isaac et Rebecca dans la tente d'Isaac,.

## Description
Le tableau représente un homme et une femme dans une étreinte étroite. Une pièce sombre et vague est représentée, dans laquelle se trouve le couple élégamment vêtu. L'homme tient sa main droite contre le sein de la femme. En même temps, sa main gauche repose sur son épaule gauche. Elle tient la main droite de l'homme contre sa poitrine avec sa main gauche du bout des doigts. Sa main droite repose sur son abdomen. Ces gestes déterminent le noyau émotionnel et physique de la peinture. Les deux regardent dans le vide. L'homme et la femme sont les seules figures humaines du tableau.
Une plante dans un pot peut être vue en arrière-plan à côté de la femme. Derrière elle se trouve un fragment architectural. Les deux personnes sont peintes les plus brillantes. Leurs vêtements et leurs corps sont détaillés et représentés avec précision. Plus le regard s'éloigne du centre du tableau, plus le coup de pinceau devient doux, imprécis et fluide.
Les couleurs se composent principalement de tons marron et or ainsi que du rouge intense de la robe de la femme.
Alors que les preuves techniques suggèrent que Rembrandt envisageait initialement une composition plus grande et plus élaborée, le placement de sa signature en bas à gauche indique que ses dimensions actuelles ne sont pas significativement différentes de celles au moment de son achèvement.

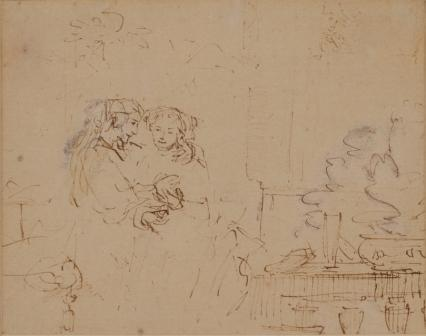
Etude préliminaire.

Une esquisse, propriété privée américaine, est considérée comme une étude préliminaire. Elle montre un couple où la femme est assise sur les genoux de l'homme, avec une plante sur une balustrade en arrière-plan et un arrière-plan architectural tout aussi différent. Une radiographie montre que Rembrandt avait à l'origine l'intention de faire asseoir la femme sur les genoux de l'homme également dans le tableau. Le croquis montre le visage d'un homme à droite, qui regarde les deux, un détail qui manque au tableau. Cet homme donne aux historiens de l'art l'impression que le croquis et la peinture représentent l'Isaac biblique et sa femme Rebecca. Ce couple, selon le livre de la Genèse, est contraint par une famine de fuir vers le pays des Philistins du prince Abimelech. Comme Isaac a peur d'être tué par des hommes qui visent sa femme, il se fait passer pour son frère. Abimelech se moque du couple surpris dans une pose intime, mais ils ne sont pas punis, seulement réprimandés. Les philistins reçoivent alors l'ordre de laisser Isaac et Rebecca seuls.

## Technique
La peinture va à l'encontre d'un certain nombre de conventions de son époque. Pratiquement tous les détails manquent en arrière-plan. Et à une époque où la peinture lisse, voire uniforme, devient à la mode, Rembrandt reste fidèle à la méthode de travail pour laquelle il est connu : une peinture épaisse en relief, souvent appliquée au couteau à peindre, de sorte que les perles et les bijoux apparaissent en volume. Les ongles des mains ne sont pas peints. Le flou ainsi obtenu suggère le mouvement et le geste.
Un orpiment synthétique a été détecté dans l'ombre de la manche d'Isaac. Ce jaune d'arsenic toxique était rarement utilisé dans la peinture à l'huile. Les parties pâteuses plus claires ont été mélangées avec du jaune plomb-étain, de l'ocre jaune et du céruse.

## Analyse
Selon le biographe de Rembrandt, Christopher White, la composition achevée est « l'une des plus grandes expressions de la tendre fusion de l'amour spirituel et physique dans l'histoire de la peinture ».
Ce tableau est à rapprocher d’une œuvre antérieure de Rembrandt : Jeune Fille au cadre, 1641, où la jeune épouse porte également une robe rouge aux nuances dorées.
Les historiens de l'art ont souligné un certain nombre de caractéristiques qui font appel à l'imagination dans le tableau : l'immobilité pensive, l'amour exprimé dans le geste protecteur et intime de la main et la dévotion suggérée entre les deux amants.

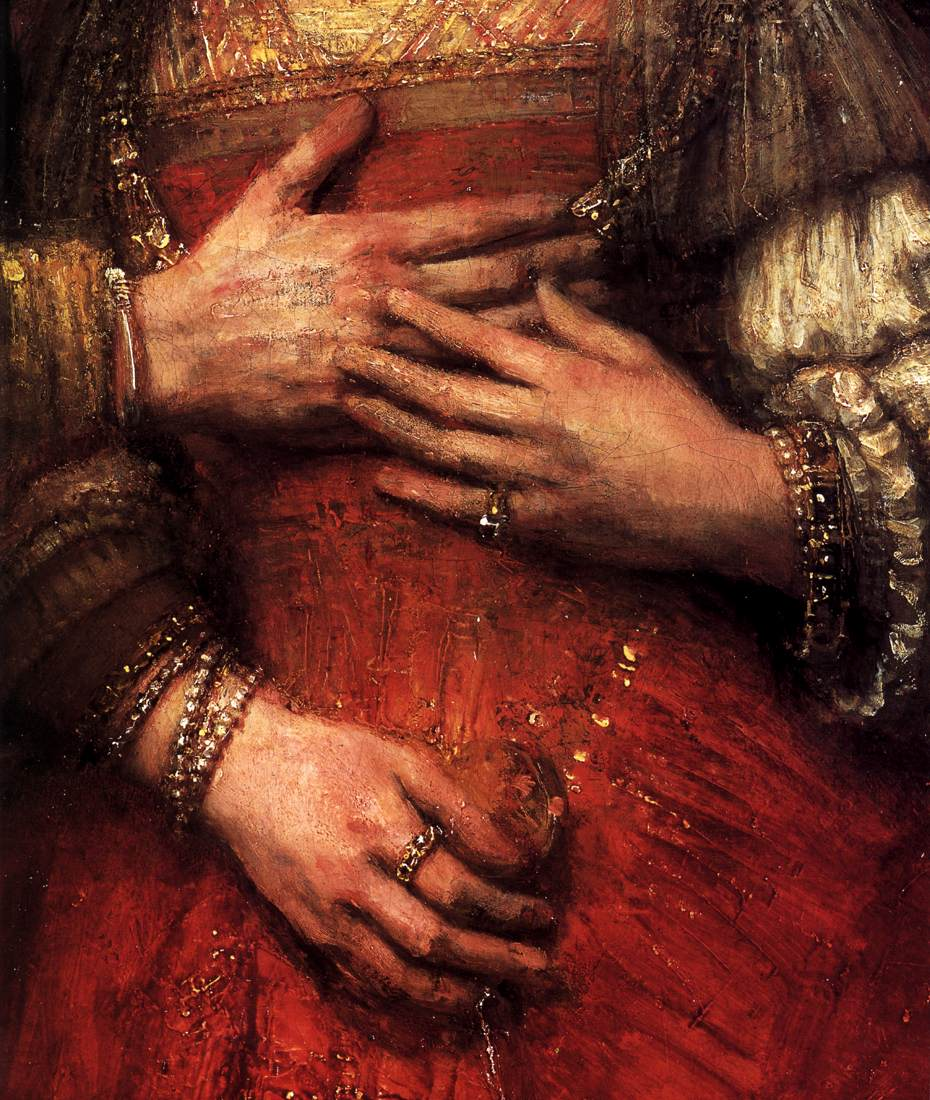
Détail des mains.
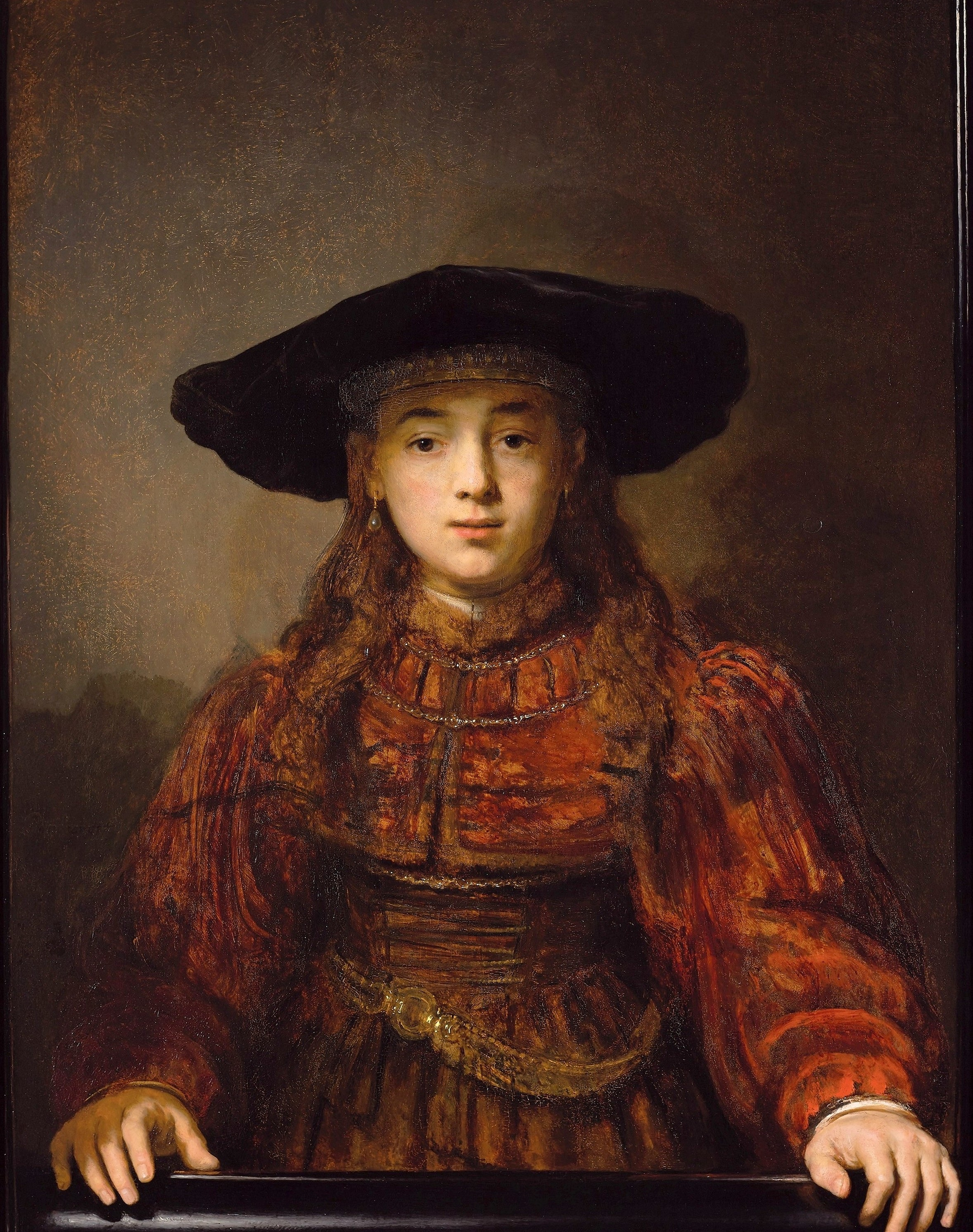
Jeune Fille au cadre, 1641.

## Attribution et datation
L'œuvre est signée en bas à droite « Rembrandt f.[ecit] 16[. . ] ». Dans la littérature, l'ouvrage est daté alternativement 1662 par Gary Schwartz, 1665 par Ernst van de Wetering et 1666 par Christiaan Tümpel et ML Wurfbain dans De Liefde een groot stuck (Annuaire d'histoire et d'archéologie de Leiden et environs). Dans l'exposition Late Rembrandt qui s'est tenue au Rijksmuseum en 2014, elle était datée d'environ 1665. En juin 2016, le Rijksmuseum a mentionné la période 1665-1669 sur son site Internet, c'est-à-dire les dernières années de Rembrandt, puis à partir d'août 2019, vers 1665-vers 1669.

## Provenance
Selon le catalogue de la vente aux enchères de 1828, l'œuvre provient de « la Collection de Monsieur Vaillant, d'Amsterdam ». Il s'agit probablement de Christiaan Everhard Vaillant (1746-1829). En 1825, Vaillant vend l'œuvre aux enchères pour 5 000 ƒ au marchand d'art londonien John Smith qui la fait vendre aux enchères le 2 mai 1828, no 68, par la maison de vente aux enchères Stanley's à Londres sous le nom de Jephthah and his Daughter (Jephté et sa fille). Le tableau est retenu pour 420 £, c'est-à-dire que Smith le rachète. Il le vend finalement en juillet 1833 pour 6 825 NLG par l'intermédiaire d'Albertus Brondgeest au collectionneur néerlandais Adriaan van der Hoop. À sa mort en 1854, celui-ci le lègue à la ville d'Amsterdam, qui le conserve d'abord au musée Van der Hoop de 1855 à 1885, puis le prête au Rijksmuseum Amsterdam à partir du 30 juin 1885.